# Stanley William Hayter
Stanley William Hayter, CBE (27 de desembre de 1901 - 4 de maig de 1988) fou un pintor i gravador anglès, associat amb el surrealisme durant la dècada de 1930 i a amb l'expressionisme abstracte partir de 1940. Considerat com un dels gravadors més importants del segle xx, el 1927 Hayter va fundar el llegendari estudi Atelier 17 a París. Des de la seva mort el 1988, s'ha conegut com a Atelier Contrepoint. Hayter va influenciar artistes com Pablo Picasso, Alberto Giacometti, Joan Miró, Alexander Calder, Marc Chagall, Jackson Pollock, Mark Rothko, Maurici Lasansky, KRH Sonderborg, K.P. Brehmer i Tinca Stegovec.
Formà part del grup d'artistes i escriptors internacionals que es trobaven a Tossa (Selva) els anys anteriors a la Guerra Civil Espanyola.
És conegut pel seu treball innovador en el desenvolupament de la impremta amb viscositat (un procés que explora diferents viscositats de les tintes a base d'oli per posar tres o més colors en una sola planxa de gravat en relleu).

## Premis i reconeixements
- 1951 - Hayter rebre una (OBE) de rang oficial a l'Ordre de l'Imperi Britànic
- 1951 - El govern francès li va concedir la Légion d'honneur.
- Gran Bretanya el va triar com a artista representatiu la Biennal de Venècia de 1958
- 1967 - Va ser nomenat Chevalier des Arts et des Lettres dels Ordre des Arts et des Lettres.
- 1968 - Va rebre el rand de Comandant (CBE) de l'Ordre de l'Imperi Britànic.